# Nadejda Kibardinà
Nadejda Nikolàievna Kibardinà (en rus: Надежда Николаевна Кибардина) (Nàberejnie Txelní, 8 de febrer de 1956) va ser una ciclista russa, que va competir també per la Unió Soviètica. Va combinar la pista amb la carretera i es va proclamar campiona del món dos cops en Persecució i dos cops més en Contrarellotge per equips.

## Palmarès en pista
- 1980
  -  Campiona del Món en Persecució
- 1981
  -  Campiona del Món en Persecució
- 1983
  - Medalla d'or a la Universíada en Persecució

## Palmarès en ruta
- 1983
  - Medalla d'or a la Universíada en Ruta
- 1984
  - Vencedora de 2 etapes al Postgiro
- 1985
  - Vencedora d'una etapa al Postgiro
  - Vencedora d'una etapa al Tour d'Aquitània
- 1986
  -  Campiona de la Unió Soviètica en ruta
  - 1a al Tour d'Aquitània i vencedora de 5 etapes
  - Vencedora de 2 etapes als Tres dies de Vendée
  - Vencedora de 2 etapes al Postgiro
- 1987
  -  Campiona del món en contrarellotge per equips (amb Al·la Iàkovleva, Tamara Poliakova i Liubov Pugovítxnikova)
  - Vencedora d'una etapa al Tour d'Aquitània
  - Vencedora d'una etapa al Steiermark Rundfahrt
- 1989
  -  Campiona del món en contrarellotge per equips (amb Laima Zilporytė, Tamara Poliakova i Natalya Melekhina)
- 1990
  - Vencedora d'una etapa al Tour de l'Aude
- 1991
  - Vencedora d'una etapa a la Volta a Colòmbia
- 1993
  -  Campiona de Rússia en contrarellotge
  - Vencedora d'una etapa als Tres dies de Vendée